# Cryptodus caviceps
Cryptodus caviceps är en skalbaggsart som beskrevs av John Obadiah Westwood 1856. Cryptodus caviceps ingår i släktet Cryptodus och familjen Dynastidae. Inga underarter finns listade i Catalogue of Life.